# Torgny Säve-Söderbergh

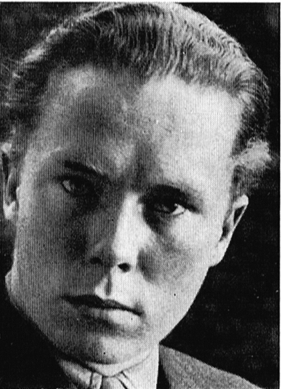

Torgny Säve-Söderbergh, född 29 juni 1914 i Lund, död 21 maj 1998 i Uppsala, var en svensk författare, översättare och professor i egyptologi vid Uppsala universitet 1950–1980. Han var son till Gotthard Söderbergh.

## Biografi
Säve-Söderbergh disputerade som tjugosjuåring på avhandlingen Ägypten und Nubien (1941) och företog sedan såväl arkeologiska som historiska undersökningar, vilket ledde till att egyptologi blev ett eget ämne 1947. Vid sidan av sina forskningsrapporter var han en god popularisator, vilket visade sig i radioföredrag och i böckerna Egyptisk egenart (1945) och Faraoner och människor (1958). När Assuandammen skulle byggas på 1960-talet blev Säve-Söderbergh projektledare för en samnordisk expedition (1960–1964) i Unescos stora aktion för att rädda tempel och historiska kulturminnen. Hela området blev arkeologiskt undersökt och ett stort antal tempel kunde räddas. Den rika mängden av fynd och data från den samnordiska expeditionen publicerades i fjorton volymer med Säve-Söderbergh som utgivare. En populär skildring utgav han i boken Uppdrag i Nubien: Hur världen räddade ett lands kulturminnen (1996)  (Citerat ur Frängsmyr: Svensk idéhistoria (Natur och Kultur 2004)                   
Han var ledamot av Kungliga Vetenskapsakademien, Kungl. Vitterhets Historie och Antikvitets Akademien, Kungl. Vetenskapssocieteten i Uppsala, Kungl. Humanistiska Vetenskapssamfundet i Uppsala och Kungl. Vetenskapssamhället i Uppsala.

## Priser och utmärkelser
- Övralidspriset 1970